# Sophie Mette
Sophie Mette, née le 13 septembre 1959 à Montauban, est une femme politique française, membre du Mouvement démocrate (MoDem).
Elle est adjointe au maire divers droite de Bazas (Gironde) de 2001 à 2008 puis conseillère municipale d'opposition depuis 2008. De 2013 à 2015, elle est élue conseillère régionale du groupe MoDem en Aquitaine, puis le redevient à compter du mois de novembre 2017 au sein de la nouvelle région Nouvelle-Aquitaine.
Sophie Mette est élue députée de la neuvième circonscription de la Gironde en 2017, en 2022 puis en 2024, à la suite de la dissolution de l'Assemblée Nationale par Emmanuel Macron, et siège au sein du groupe du Mouvement démocrate.

## Biographie

### Parcours politique
Après s’être installée à Bazas en 1987 avec sa famille, Sophie Mette s’investit dans le milieu associatif de la commune comme bénévole dans une association de parents d'élèves et dans des associations culturelles. En 2001, le maire DVD de Bazas Paul Marquette lui propose de s'engager en politique pour les élections municipales. Sa liste obtient 48,57 % des voix au premier tour et 51,19 % au second tour lors d'une triangulaire avec une liste de gauche et une liste divers gauche. Elle est nommée adjointe au maire chargée de la culture, du tourisme et du patrimoine.
Aux élections législatives de 2007, elle se présente dans la huitième circonscription de la Gironde sous l'étiquette UDF-Mouvement Démocrate et arrive en troisième position avec 6,86 % des voix.
En 2008, aux élections municipales, elle prend le relais du maire sortant qui ne se représente pas et mène sa propre liste qui arrive en deuxième position avec 47,81 % des votes derrière celle de Bernard Bosset. Elle devient alors conseillère municipale d'opposition. A la fin de l'année 2008, après en avoir été longtemps adhérente, Sophie Mette devient présidente de l'association Bazas Culture, chargée de l’animation culturelle de la ville.
En 2010, aux élections régionales, elle est en sixième position sur la liste MoDem menée par Jean Lassalle qui obtient 12,49 % au second tour. Quatre conseillers MoDem siègent à l'Hôtel de région d'Aquitaine mais Sophie Mette n'en fait pas partie. Trois ans plus tard, en 2013, à la suite de la démission d'Évelyne Vicente, elle devient conseillère régionale et siège à la commission agriculture et celle de la formation et de l’apprentissage.
Elle se représente aux élections législatives de 2012 dans la neuvième circonscription et obtient 3,79 % au premier tour.
Aux second tour des élections municipales de 2014, sa liste divers droite Bazas, une histoire à vivre obtient 43,78% des voix et arrive en deuxième position derrière celle du maire sortant Bernard Bosset mais lui permet de rester conseillère municipale d'opposition.
Aux élections régionales de 2015 en Aquitaine-Limousin-Poitou-Charentes, elle est en treizième position sur la liste Les Républicains de Virginie Calmels qui obtient 33 % des voix. Elle ne fait pas partie des 12 candidats élus conseillers régionaux.
À l'approche des élections législatives du 18 juin 2017, Sophie Mette publie entre novembre 2016 à février 2017 plusieurs posts sur Facebook critiquant la politique d'Emmanuel Macron mais postule cependant à l'investiture « La République en marche ! ». Après l'annonce de son investiture le 11 mai, elle se justifie en disant avoir « regardé le projet d'Emmanuel Macron après l'alliance conclue avec François Bayrou » et nuance ses propos. Elle se présente dans la 9e circonscription de la Gironde et bénéficie de ce que la presse qualifie d'« effet Macron »,. Elle arrive en tête au premier tour avec 31,21 % des voix. Au second tour, elle obtient 53,54 % des voix face au député sortant socialiste Gilles Savary. Elle débute officiellement son mandat le 21 juin 2017.
À la suite de l'incendie de la cathédrale cathédrale Notre-Dame de Paris et de l'adoption de la loi du 29 juillet 2019 pour sa restauration et sa conservation et instaurant une souscription nationale à cet effet, Sophie Mette devient rapporteure de la mission d'information chargée du suivi de l'application de cette loi,.
Elle se présente aux élections législatives de 2022 avec son parti MoDem pour la coalition présidentielle Ensemble. Elle est qualifiée pour le second tour avec 28,75 % des suffrages face à Sacha ANDRÉ (NUPES). Elle est finalement élue à 50,49 % des voix avec 50,40 % d'abstention.
Elle se représente pour les élections de 2024 à la suite de la dissolution de l'Assemblée Nationale par Emmanuel Macron pour Ensemble, toujours avec son parti MoDem. Face à elle, notamment François-Xavier Marques (RN) et Corine Martinez (PS pour le Nouveau Front populaire).

### Engagement politique
En tant que présidente de Bazas Culture Cinéma, Sophie Mette s'est opposée à un projet de cinéma multiplex qui menaçait l'existence de nombreuses salles de cinéma gérées par des associations ou des collectivités.
Sophie Mette est membre du Conseil supérieur de la forêt et du bois.
Le 19 décembre 2023, la députée MoDem vote en faveur de la loi controversée sur l'immigration, qui introduit le principe de préférence nationale, avec le soutien de la droite et l'extrême-droite.

### Vie privée
Sophie Mette est mariée, a trois enfants et vit à Bazas depuis 1987,.